# Sinectică
Sinectica (engleză Synectics, franceză Sinectique) este o metodă de rezolvare a problemelor, în special în grupuri care caută să evidențieze și să utilizeze factorii implicați în gândirea creativă, fie în tehnică, fie în creația artistică.
Conceptul de sinectică și metoda numită cu acest termen au fost propuse de William J. J. Gordon, profesor la Universitatea Harvard - SUA și de George M. Prince. Termenul sinectică are originea în limba greacă și are semnificația de îmbinare de elemente diferite și aparent nerelevante (insignifiante), având drept scop de bază eliberarea față de constrângeri impuse în cadrul problemei formulate, evadarea din gândirea-șablon, pentru crearea de idei originale - viabile. Gordon a considerat că principiul de bază în creativitate este acela că orice om are abilitatea latentă al invențiilor, care însă nu este dezvoltat. Autorul sinecticii consideră că mergând dincolo de problemă, pășind în afara acesteia, prin utilizarea imaginației, se ajunge la o abordare mai eficientă.

## Etapele sinecticii
Metoda presupune parcurgerea următoarelor etape de bază: 
1. Definirea de către moderatorul ședinței a problemei, așa cum a fost percepută, a fondului problemei, ceea ce a fost încercat precum și scopul acțiunii posibile. Problema este exprimată prin declarații de dorințe sub forma: „Aș dori să...” sau „Cum să...” Moderatorul trebuie să fie o persoană calificată în aplicarea acestei metode, iar în sinectică mai este denumit și
„jongler”, având rolul de a evoca metafore, prin formularea de întrebări.
2. Grupul generează numeroase „puncte de pornire” sau idei spontane, uneori improvizații iraționale care conduc la asocieri de idei. Starea sufletească  trebuie să fie expansivă și fără constrângeri. Așa-zisele „puncte de pornire” nu sunt propuneri de soluții, ci articulează alte dorințe pentru a declanșa un proces de creație. Pot fi folosite diferite tehnici de declanșare a punctelor de pornire, de exemplu, „analogii”, „excursii creative mentale” în diferite ramuri ale tehnicii. Analogiile pot fi directe, personale și simbolice (contradicții). Excursiile mentale se bazează pe asocieri verbale și pe imagini. În vederea asocierilor verbale, un cuvânt anume din formularea „Cum să...” este utilizat pentru a declanșa o succesiune de alte cuvinte asociate care să conducă la inițierea de idei sau soluții imprevizibile, care ar putea fi chiar fanteziste; acestea pot fi apoi forțate să se alinieze la realitatea problemei. Chiar dacă imaginile sau sugestiile oferite sunt aparent ilogice, membrii grupului se străduiesc să găsească puncte comune cu problema definită la punctul 1. Scopul principal al „excursiei creative” este de a găsi un nou punct de vedere asupra problemei analizate, prin utilizarea tehnicilor de inversie, empatie, fantezie, evocare etc. Scopul analogiilor este de a găsi în alte domenii ale tehnicii situații similare cu cele din problemă. Tehnica inversiei este o metodă intuitivă de creație care constă în abordarea inversă a problemei, dintr-un punct de vedere total diferit (invers) decât se realizează în mod curent.
3. Se selectează un punct de vedere interesant, original și practic. Dispoziția sufletească se deplasează acum spre o abordare mai concentrată decât în etapele 1 și 2. Moderatorul ședinței și membrii grupului aleg punctele de vedere favorite (pe baza interesului lor sau a atracției ideii). Membrii grupului își împărtășesc opțiunile lor, însă selecția finală aparține moderatorului.
4. Sunt generate idei pentru a ajuta să se realizeze punctul de vedere selectat, utilizând tehnicile de declanșare menționate în etapa 2. Moderatorul le selectează pe cele care par interesante.
5. Se verifică înțelegerea acestor idei prin parafrazarea lor și verificând cu autorii lor analogiile până ce parafraza este corectă. Este selectată o idee pentru răspunsul detaliat.
6. Răspunsul detaliat. Sunt listate toate caracteristicile pozitive concepute ale ideii selectate. Apoi este exprimată o singură problemă/preocupare/concluzie ca soluție. Soluțiile sunt exprimate în întregime în termenii: „Ceea ce veți face este...”
7. Reciclare sau sfârșit. Se revine la etapa 4 până ce au fost explorate suficiente idei pentru acest punct de vedere final. Se face reciclarea până ce moderatorul are o soluție finală (concretă) pe care este mulțumit să o aplice.